# Infinite Loop
 (4 février 2018).
Pour l’article homonyme, voir Boucle infinie.
Infinite Loop (« boucle infinie ») était une rue encerclant les six principaux bâtiments du siège de la société Apple dans la ville de Cupertino en Californie.

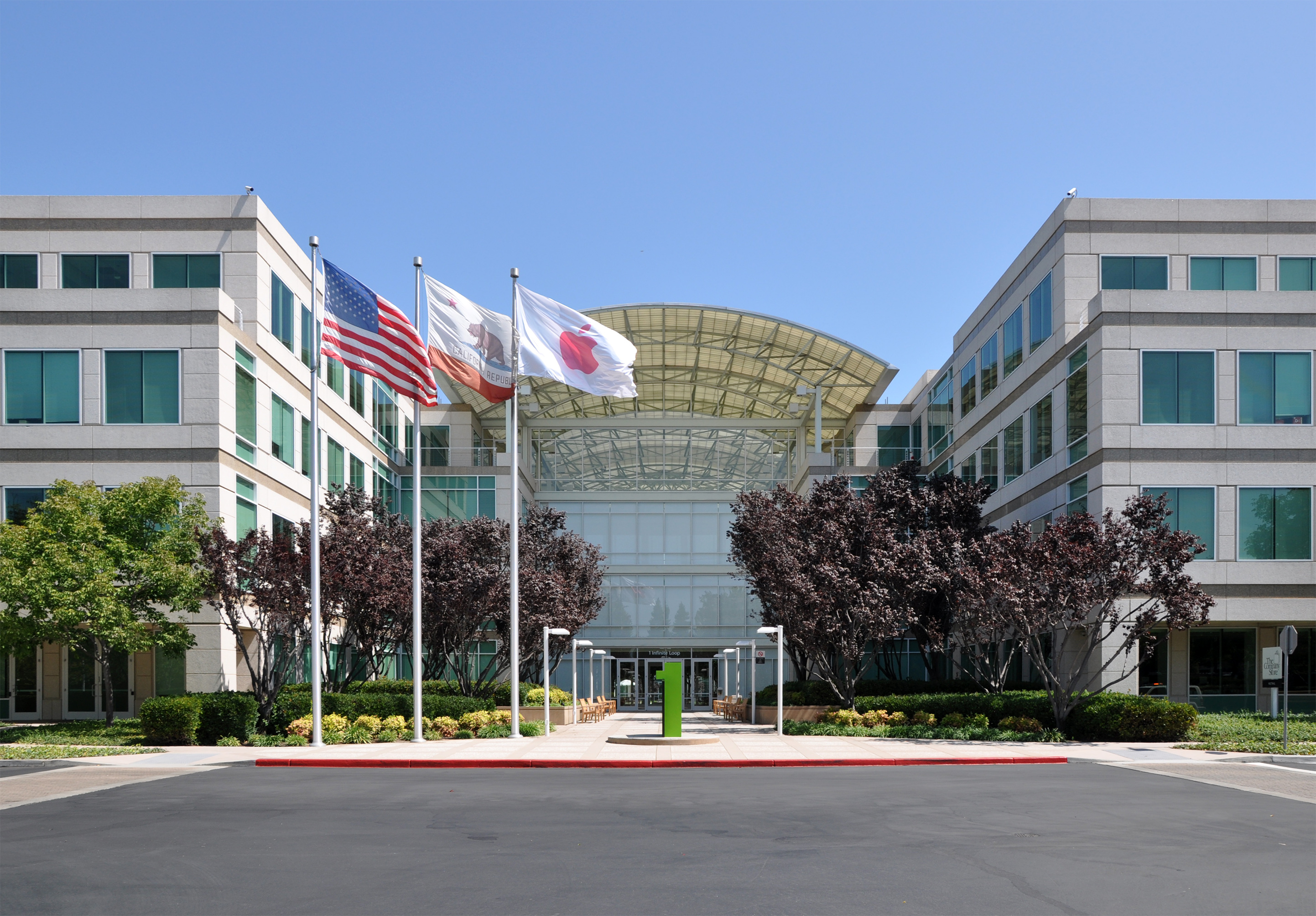
Entrée principale du siège d’Apple.

Chacun des bâtiments possède un numéro à un seul chiffre correspondant à son emplacement dans le long de cette rue, et l'adresse officielle d'Apple est ainsi 1 Infinite Loop. Les numéros de rues s'incrémentent dans le sens horaire et les employés se réfèrent souvent aux bâtiments par les appellations « IL1 » à « IL6 ». La rue est reliée à Mariani Avenue, adresse antérieure du siège de la société ; les anciens documents imprimés portaient par exemple l'adresse 20525 Mariani Avenue.

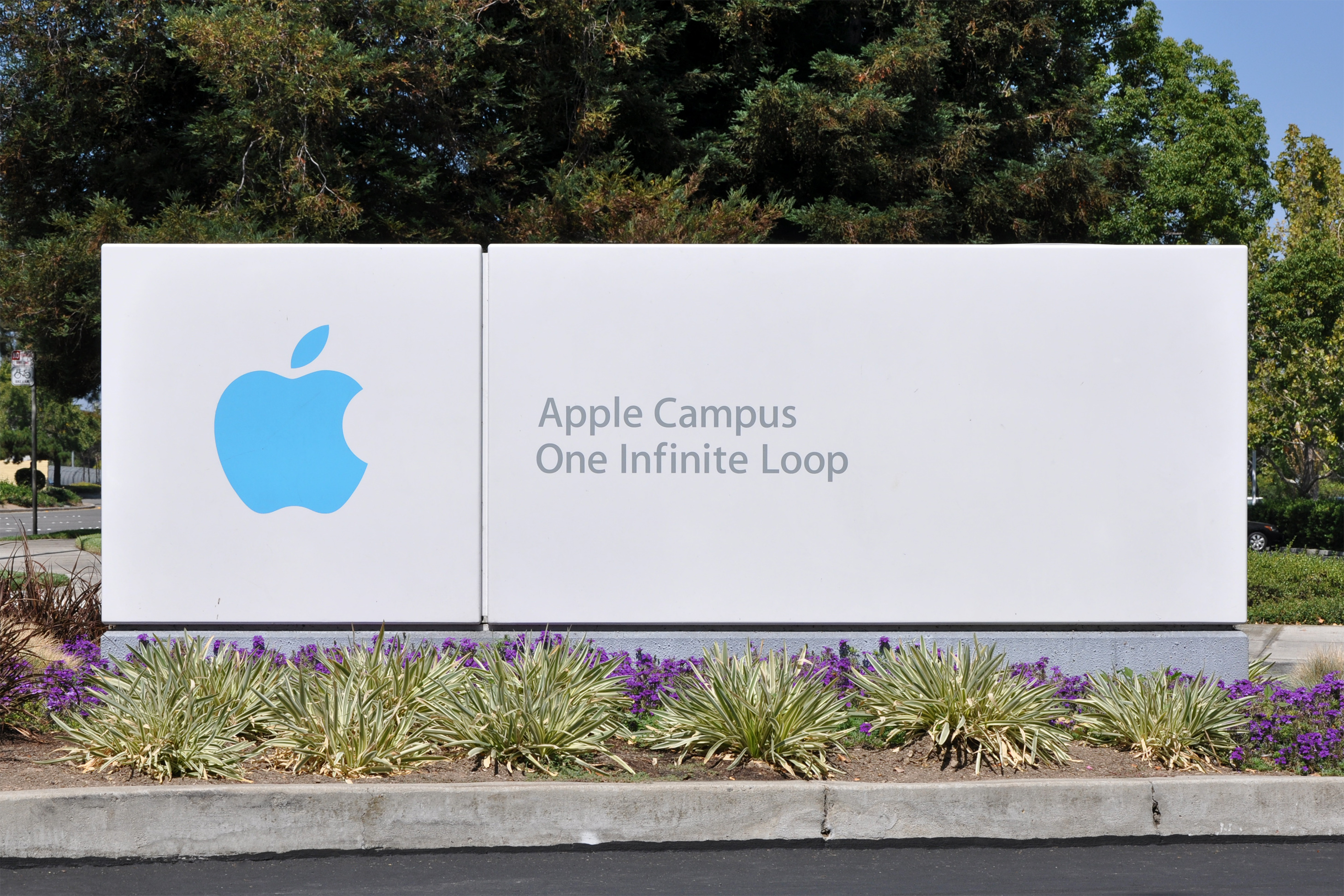

Le nom de la rue est inspiré par la notion de boucle infinie en programmation informatique. Quand Apple fait l'acquisition d'un supercalculateur Cray X-MP dans les années 1980, une blague aurait signalé que « un Cray est si rapide qu'il peut exécuter une boucle infinie en moins de 2 secondes ».

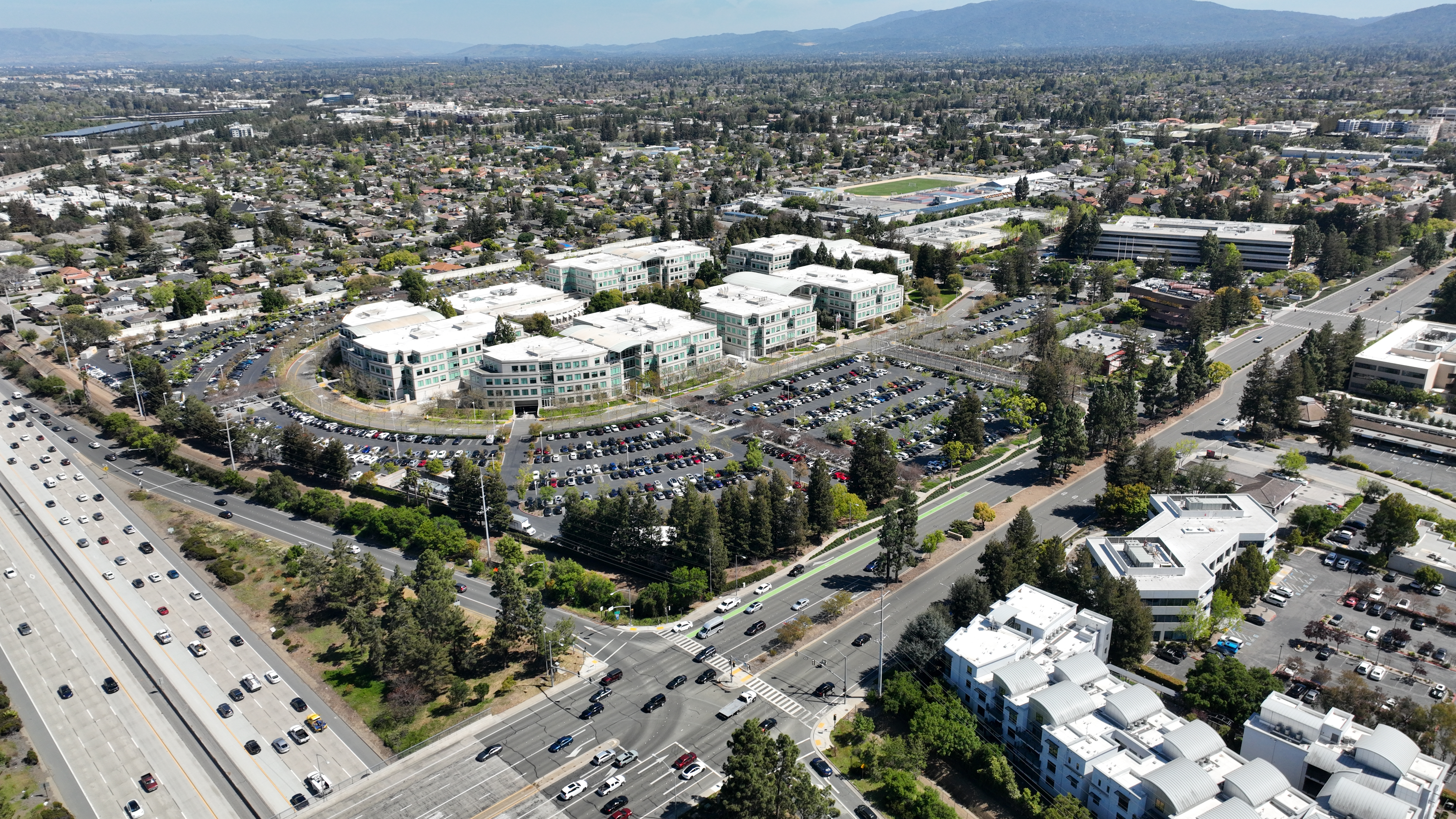
Vue aérienne dInfinite Loop.

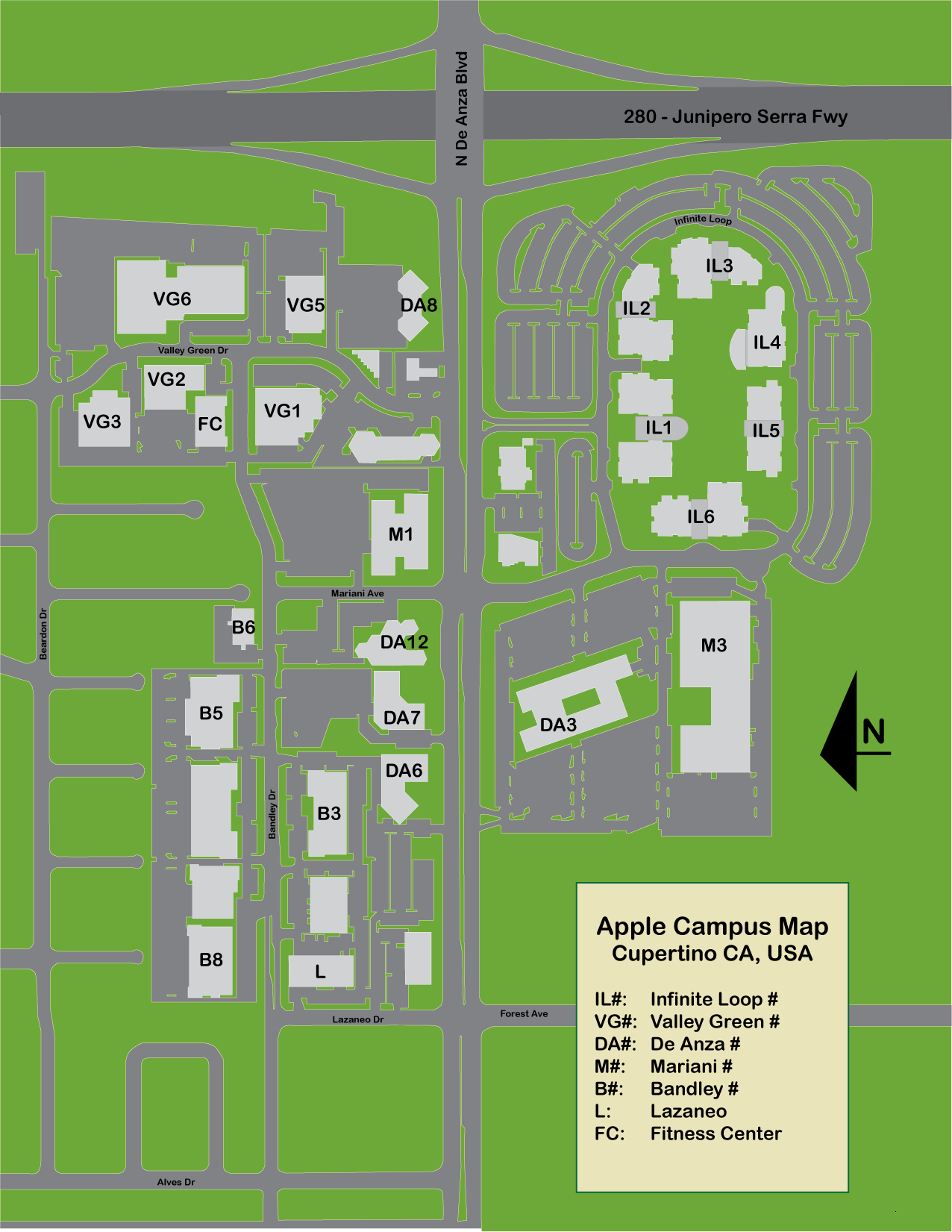
Plan du campus avec l'Infinite Loop sur la droite.

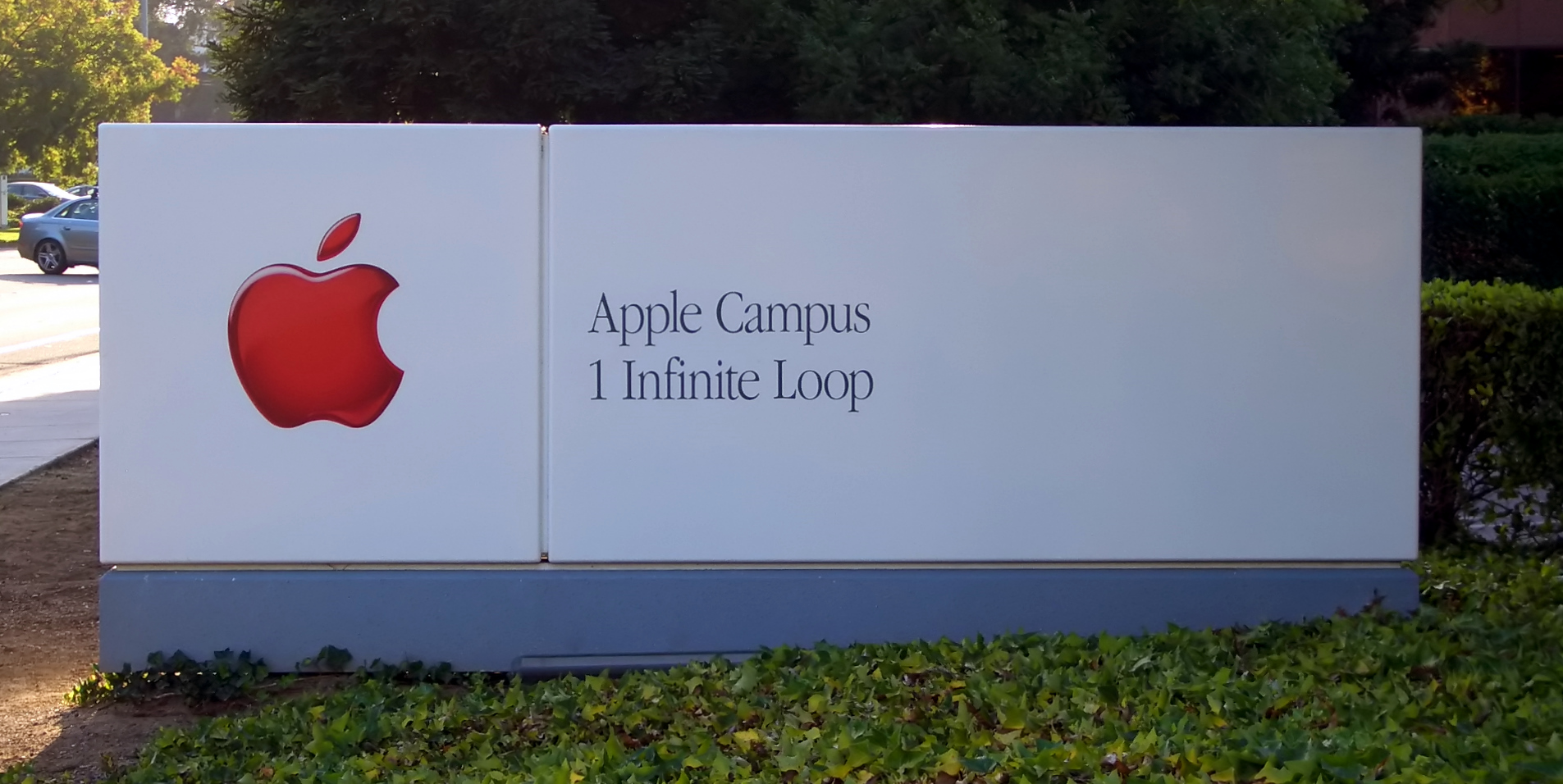
Un panneau montrant le nom de la rue.

Le nouveau siège social, Apple Park, a ouvert en avril 2017 à Cupertino. Il est constitué d'un anneau de 260 000 m2 avec un diamètre de 465 mètres et une circonférence de plus de 1,5 km, plus grand que le Pentagone et alimenté à 100 % en énergies renouvelables (principalement solaire) et accueille 12 000 personnes dans des espaces de travail collaboratif. Il comprend aussi un auditorium de 1 000 places (Steve Jobs Theater), un centre de fitness, des pistes extérieures et un verger.